# Бахадур, Банда Сингх
Банда Сингх Бахадур (*16 октября 1670 — 9 июня 1716) — основатель первого государства сикхов, правивший в 1708–1715 годы. Непримиримый враг Великих Моголов.

## Биография
Родился в крестьянской семье в г. Раджаури в современной области Джамму. О детстве мало сведений. В 1686 году ушел из дома. За время странствий участвовал в различных религиозных групп, пока в 1696 году не стал приверженцем сикхизма во главе с Гобинд Сингхом. Со временем вошел до ближайших помощников последнего. Хорошо проявил себя в сражениях с могольскими войсками.
В 1708 году, после убийства Гобинд Сингха объявил себя его сыном и возглавил сикхов в борьбе против Великих Моголов. Сначала были захвачены города Самана, Мустафабад и Садхора. До 1709 года сикхи дошли до реки Сатлендж, захватив значительную часть Пенджаба. В 1710 году взят штурмом город сирхинд, где был схвачен фоудждара Вазир-хана (убийца детей и матери Гобинд Сингха). Банда приказал казнить Вазир-хана. В захваченных территориях Банда Бахадур раздавал земли крестьян, отменив систему заминдаров, выгонял коррумпированных чиновников, утверждал закон.
В 1710 году сделал село Мухлисгарх столицей своего государства, переименовав его в Лохгарх. Здесь основал свой монетный двор стал чеканить собственные монеты, ввел новый календарь. После покорения практически всего Пенджаба (кроме Лахора) Банда перешел в новое наступление против Моголов. Были осуществлены длительные рейды почти до самого Дели. В 1710 году против сикхов выступил лично падишах Бахадур Шах I. В это время банда была возле Дели, поэтому решил возвращаться к своим владениям. Однако могольские военные сумели захватить Сирхинд. Впоследствии Банда Бахадур оставил свою крепость Лохиарх.
С этого момента базой сикхов стали горы, откуда совершались походы могольских войск и их союзников — местных раджей. В 1712 году Банда отбил крепости Лохгарх и Садхуру. С этого момента сикхов перешли в наступление, надеясь вернуть утраченные земли. Однако постепенно Банда потерпел неудачу. Наконец, в 1715 году после длительной осады крепости Гурдаспур Банда сдался моголам. Его доставили в Дели. 9 июня 1716 года после длительных пыток Банду Сингх Бахадура был казнен по приказу падишаха Фарук Сияра.